# Werner Tietz
Werner Tietz (* 1970) ist ein deutscher Althistoriker.

## Leben
Tietz studierte von 1991 bis 1997 Geschichte, Lateinische Philologie und Klassische Archäologie an der Eberhard-Karls-Universität Tübingen, wo er 1997 das erste Staatsexamen für das Lehramt an Gymnasien in Geschichte und Latein und 1999 den Magister erwarb. Von 1998 bis 2002 absolvierte er ein Promotionsstudium der Alten Geschichte in Tübingen; Betreuer der Dissertation über lykische Lokalgeschichte war Frank Kolb. 
Von 2002 bis 2005 war Tietz Assistent von Martin Zimmermann an der Abteilung Alte Geschichte am Historischen Seminar der Ludwig-Maximilians-Universität München; 2004 forschte er an der Universität Princeton als Visiting Fellow. 2005 wurde er zum Akademischen Rat am Historischen Seminar der Ludwig-Maximilians-Universität München ernannt. Nach der Habilitation 2009 mit einer Studie zum Zeichencharakter des Essens in der römischen Welt war er ab 2010 Akademischer Rat in München. Im Wintersemester 2009/10 vertrat er die Professur für Alte Geschichte der Universität Bayreuth; vom Wintersemester 2011/12 bis zum Sommersemester 2012 vertrat er den Lehrstuhl für Alte Geschichte der Universität Konstanz. 2016 wurde er zum außerplanmäßigen Professor an der Ludwig-Maximilians-Universität München bestellt. Seit dem Sommersemester 2017 ist er Professor für Alte Geschichte an der Universität zu Köln.
Seine Forschungsgebiete sind Sozial-, Wirtschafts- und Kulturgeschichte und die Römische Republik.

## Schriften (Auswahl)
- Der Golf von Fethiye. Politische und kulturelle Strukturen einer Grenzregion vom Beginn der Besiedlung bis in die römische Kaiserzeit (= Antiquitas. Bd. 1). Habelt, Bonn 2003, ISBN 3-7749-3146-1 (zugleich Dissertation, Tübingen 2001).
- Dilectus ciborum. Essen im Diskurs der römischen Antike (= Hypomnemata. Bd. 193). Vandenhoeck & Ruprecht, Göttingen u. a. 2013, ISBN 978-3-525-25301-4 (zugleich Habilitationsschrift, München 2009).
- Hirten, Bauern, Götter. Eine Geschichte der römischen Landwirtschaft. Beck, München 2015, ISBN 978-3-406-68233-9.